# قرش مكشكش جنوب إفريقي
قرش مكشكش جنوب أفريقي (الاسم العلمي: Chlamydoselachus africana) هو نوع من أسماك القرش في عائلة Chlamydoselachidae، تم وصفه في عام 2009. يتواجد في المياه العميقة من جنوب أنغولا إلى جنوب ناميبيا. يصعب تمييز هذا النوع عن القرش المزركش المعروف باسم ( C. anguineus )، ولكنه يكون أصغر في مرحلة النضج ويختلف في العديد من القياسات النسبية بما في ذلك طول الرأس وعرض الفم. يبدو أنه حيوان مفترس حيث يقوم بأكل أسماك القرش الصغيرة، باستخدام فكه المرن والعديد من أسنانه المُعاد تقويسها التي تشبه الإبرة لالتقاطها وابتلاعها بالكامل. من المفترض أن يكون التكاثر ولودًا مشيمًا، كما هو الحال مع العضو الآخر من عائلته.

## التصنيف
كان يُعتقد منذ فترة طويلة أن القرش المزركش ( C. anguineus ) هو العضو الوحيد الموجود في جنسه وعائلته. حتى تم الاشتباه في وجود نوع آخر من الصنف Chlamydoselachus في جنوب إفريقيا لأول مرة من عينة تم اصطيادها في منطقة Lüderitz، في ناميبيا بتاريخ فبراير 1988، بواسطة سفينة الأبحاث الجنوب أفريقية FRS Africana (وبعد ذلك تم تسمية هذا النوع في النهاية).

## التوزيع والسكن
تم تأكيد ظهور القرش المزركش في جنوب إفريقيا فقط من جنوب أنغولا إلى جنوب ناميبيا. كما تم اصطياد أسماك القرش المزركشة فق سواحل جنوب إفريقيا عند 1,230–1,400 متر (4,040–4,590 قدم) في مقاطعة كيب الشرقية، وعند 300 متر (980 قدم) أعماق مقاطعة كوازولو ناتال ؛ من غير المؤكد ما إذا كانت هذه العينات هي C. africana. لا يُعرف سوى القليل عن موائلها المفضلة ؛ تم أكتشاف على عينة واحدة معروفة 425 متر (1,394 قدم) في منطقة منخفضة الأكسجين الذائب ومغذيات عالية، فوق ركيزة ناعمة.

## وصف
يشبه القرش الجنوب أفريقي المزركش إلى حد بعيد القرش المزركش، بجسم طويل يشبه الأفعى ورأس عريض مسطح. العيون كبيرة ومستديرة. يتم وضع الفم الكبير بشكل نهائي على الخطم الحاد، ويحتوي على حوالي 30 صفًا من الأسنان في الفك العلوي و 27 صفًا في الفك السفلي. تحتوي كل سن على ثلاث شرفات نحيلة وناعمة ومتجددة، مع وجود فتحات صغيرة بينها، وقاعدة تتشابك مع السن خلفها. هناك ستة أزواج من الشقوق الخيشومية الطويلة، يلتقي الزوج الأول فوق الحلق. الزعانف الصدرية عريضة ومستديرة، تنشأ خلف الفتحة الخيشومية السادسة. تتميز زعانف الحوض والشرج بحجم كبير وقواعد طويلة وحواف منحنية. تقع الزعنفة الظهرية المفردة في الخلف على الجسم فوق الزعنفة الشرجية، ولها قاعدة قصيرة. الزعنفة الذيلية منخفضة ومثلثة إلى حد ما، بدون فص سفلي.
بالمقارنة مع القرش المزركش، فإن القرش الجنوب أفريقي لديه العديد من الاختلافات النسبية، بما في ذلك الشقوق الطويلة في الرأس والخياشيم، والعينين والأفكار المتباعدة على نطاق أوسع، والفم الأوسع، والمسافة الأكبر بين الرأس والزعانف الصدرية. أكبر أنثى معروفة هي غير ناضجة 117 سنتيمتر (46 بوصة) النمط الطويل، وأكبر الذكور المعروفين يقيسون 99 سنتيمتر (39 بوصة) طويلة. في الحياة، يكون سمك القرش رماديًا غامقًا، ولكنه مغطى بغشاء رقيق يمنحها لونًا بنيًا داكنًا موحدًا.

## علم الأحياء والبيئة
من محتويات المعدة، يبدو أن سمك القرش الأفريقي الجنوبي يتغذى بشكل أساسي على أسماك القرش الأصغر مثل قرش المنشار الأفريقي (Galeus polli). حيث إن فكيها وتجويفها وبطنها كلها قابلة للتمدد بدرجة عالية، مما يشير إلى أن هذا القرش متخصص في اصطياد وابتلاع فريسة كبيرة كاملة، مع وجود صفوف من أسنانها التي تشبه الإبرة والتي تمنع هروب الأسماك. على الرغم من أن الإناث البالغات غير معروفات، إلا أنه يُفترض أن يكون القرش الجنوب أفريقي مولودًا مثل القرش المزركش. ينضج الذكور جنسياً بطول 91.5 سنتيمتر (36.0 بوصة).

## التفاعلات البشرية
تم تقييم حالة حفظ سمك القرش الأفريقي الجنوبي على أنه غير مهدد قبل الاتحاد الدولي للحفاظ على الطبيعة (IUCN).